# コンゴ人
コンゴ人（Bakongo）は、アフリカの民族。コンゴ共和国南部のポワントノワール周辺からアンゴラ北部のルアンダ周辺までの海岸部に主に居住する。バントゥー系。人口は約1000万人。

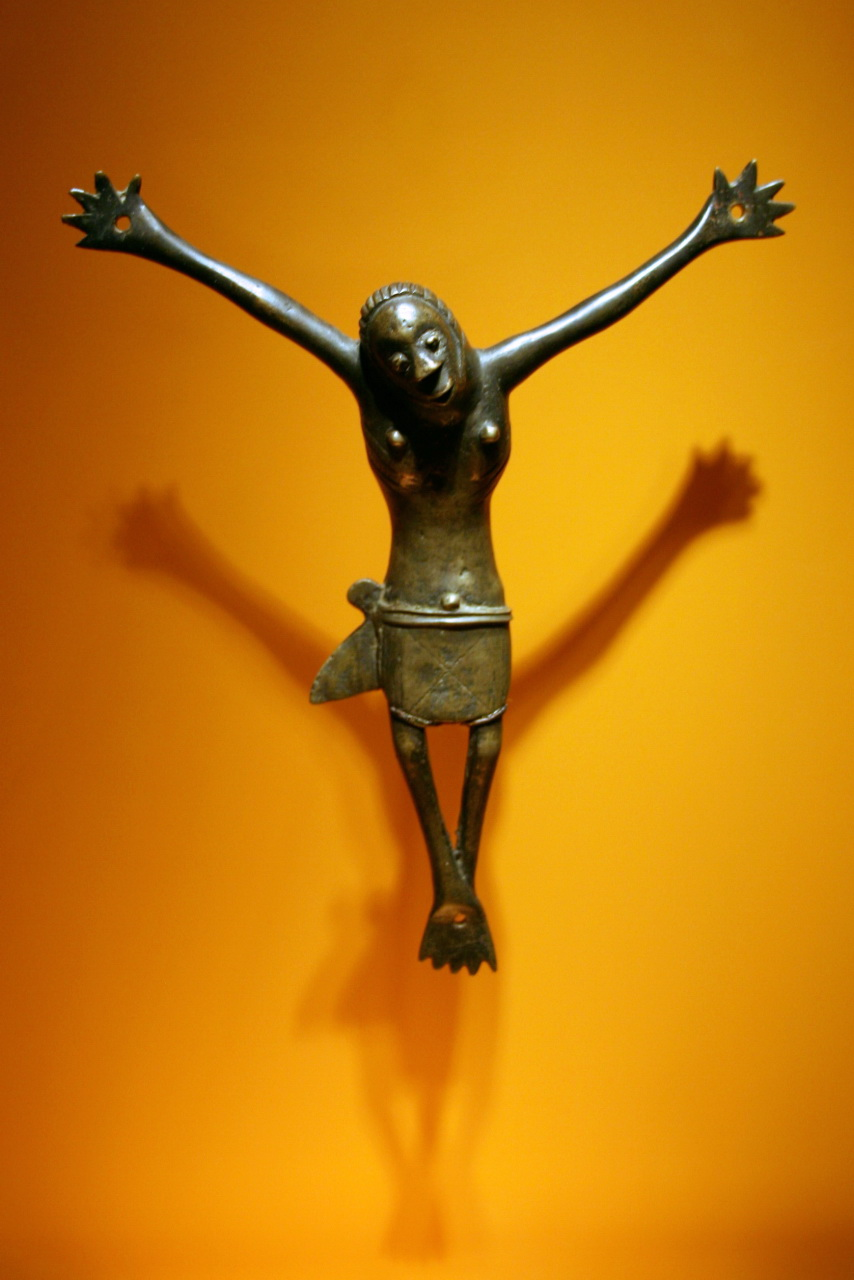
17世紀に現コンゴ民主共和国のコンゴ人キリスト教徒によって制作された、磔にされたキリストの彫像。

コンゴ人は紀元前5世紀には現在の居住域であるコンゴ川河口付近に居住していたと考えられている。14世紀にはコンゴ王国を建国し、ポルトガルとの交易などで繁栄したが、やがて奴隷貿易や1665年のポルトガル軍の侵攻などにより衰退し、コンゴ王国は名目上の存在となり、群雄割拠の状態となった。1885年、ベルリン会議にてポルトガル・ベルギー・フランスによってコンゴ王国領は分割され、コンゴ人居住地もこの三国に分割されることとなり、そのまま現在のコンゴ共和国（旧フランス領）、コンゴ民主共和国（旧ベルギー領）、アンゴラ（旧ポルトガル領）の三国にまたがって居住することとなった。
コンゴ民主共和国独立時、コンゴ人はバコンゴ同盟（アバコ党、ABAKO）の党首ジョセフ・カサブブの下で団結して独立を要求し、カサブブはコンゴ民主共和国の大統領となったものの、バコンゴ同盟はコンゴ人の利益を追求して他民族やパトリス・ルムンバら中央集権派と対立し、コンゴ動乱のきっかけを作った。
この件を除いては、コンゴ人のナショナリズムはむしろ薄く、三国にまたがったコンゴ人の統一運動なども見られない。コンゴ共和国においては、南部人（コンゴ人が多い）と北部人の対立はあるものの、コンゴ人内部のサブグループどうしの対立が激しく、コンゴ人としての行動は見られない。
一方アンゴラにおいては、独立戦争の際に北部のコンゴ人が主体となってアンゴラ国民解放戦線（FNLA）が結成され、アンゴラ解放人民運動（MPLA）やFNLAから分離したアンゴラ全面独立民族同盟（UNITA）と、独立戦争とその後の内戦における勢力争いを繰り広げたが、コンゴ人部族主義を採り、ザイール（当時）のモブツ・セセ・セコから支援を受けていたFNLAはアンゴラの国民的支持を獲得することができないまま1984年に政府軍に降伏した。